# Just Look Them in the Eye and Say...POGUE MAHONE!!
Just Look Them in The Eye and Say... Poguemahone!! è un'antologia dei Pogues uscita nell'aprile del 2008 contenente 5 cd di brani inediti.

## Il disco
Per festeggiare i 25 anni della band, i Pogues hanno fatto uscire un cofanetto contenente cinque cd e ben 111 tracce precedentemente mai pubblicate. In esso figurano anche i brani inclusi nella famosa "Falconer Demo", versione demo dell'album Hell's Ditch.

## Tracce

### Disco 1
1. The Kerry Polka
2. The Rocky Road To Dublin
3. Boys From The County Hell (Radio Edit)
4. NW3
5. The Donegal Express/The Hen and the Cock go to Carrickmacross (Rehearsal recording)
6. Do You Believe In Magic? (outtake from Poguetry in Motion)
7. Hot Asphalt
8. Danny Boy (BBC John Peel Show)
9. Maggie May
10. Haunted
11. The Travelling People (Rehearsal recording)
12. Eve Of Destruction (outtake from Hell's Ditch)
13. My Baby's Gone (Demo)
14. North Sea Holes
15. Garbo (aka In And Out)
16. The Last Of McGee (outtake from Hell's Ditch)
17. Afro-Cuban-Be-Bop (Alt. Mix) (feat. Joe Strummer)
18. Pinned Down / I'm Alone In The Wilderness (outtake from Hell's Ditch)
19. When The Ship Comes In (Demo)
20. Waxies Dargle (Live, Sweden 1985)

### Disco 2
1. Repeal Of The Licensing Laws (demo)
2. Dark Streets Of London (demo)
3. Greenland Whale Fisheries (demo)
4. Streams of Whiskey (Demo from Poguevision DVD)
5. The Auld Triangle (BBC John Peel Show)
6. Poor Paddy On The Railway (BBC David "Kid" Jensen Show)
7. Sea Shanty (demo)
8. Transmetropolitan (demo)
9. Kitty (demo)
10. Boys From The County Hell (BBC David "Kid" Jensen Show)
11. Connemara, Let's Go! (demo)
12. Billy's Bones (BBC Janice Long Show)
13. The Old Main Drag (BBC Janice Long Show)
14. Sally Maclennane (BBC John Peel Show)
15. The Town That Never Sleeps
16. Something Wild
17. Driving Through The City
18. Rainy Night In Soho (Oboe Version)
19. Fairytale of New York (extract from 1st demo 1986)
20. Fairytale Of New York (extract from 2nd demo 1986)
21. Fairytale Of New York (extract from 3rd demo 1987)
22. Navigator (Live, Sweden 1985)

### Disco 3
1. The Aria
2. The Good, The Bad and the Ugly
3. Haunted (demo)
4. Love Theme From Sid And Nancy (outtake from Sid And Nancy Soundtrack)
5. Junk Theme
6. Glued Up And Speeding
7. Paris
8. A Needle For Paddy Garcia
9. JB 57 (outtake from Sid And Nancy Soundtrack)
10. Bowery Snax / Spiked
11. Hot Dogs With Everything (Haunted 12" Single)
12. Rince Del Emplacada
13. The Rake At The Gates Of Hell (BBC Janice Long Show)
14. Turkish Song Of The Damned (BBC Janice Long Show)
15. If I Should Fall From Grace With God (BBC Janice Long Show)
16. Battle March (demo)
17. Lullaby Of London (demo)
18. Shanne Bradley (demo)
19. Streets Of Sorrow (demo)
20. Thousands Are Sailing (Extract from If I Should Fall from Grace with God)
21. The Balinalee (Extract from If I Should Fall From Grace With God)
22. Nicaragua Libré (Extract from If I Should Fall From Grace With God)
23. Japan  (Live in Tokyo 1988)

### Disco 4
1. Sally Maclennane (Live at Barrowlands, Glasgow, 1987)
2. A Pair Of Brown Eyes (Live at Barrowlands, Glasgow, 1987)
3. Kitty (Live at Barrowlands, Glasgow, 1987)
4. Maggie May (Live at Barrowlands, Glasgow, 1987)
5. Dirty Old Town (Live at Barrowlands, Glasgow, 1987)
6. The Sickbed of Cuchulainn (Live at Barrowlands, Glasgow, 1987)
7. Fiesta (7" Single Remix)
8. If I Should Fall From Grace With God (12" Single Remix)
9. Johnny Come Lately (feat. Steve Earle)
10. Boat Train (demo)
11. Night Train To Lorca (demo)
12. The Mistle Thrush (outtake from Peace and Love)
13. Got A Lot Of Livin' To Do
14. Victoria
15. Murder (Version 1)
16. Lust For Vomit
17. The Wake Of The Medusa (demo)
18. The Black Dogs Ditch (outtake from Hell's Ditch)
19. Aisling (outtake from Hell's Ditch)
20. Murder (Version 2)
21. Yeah Yeah Yeah Yeah (12" Single Remix)
22. Maidrín Rua (outtake from Hell's Ditch)
23. Johnny Come Lately (Live 1989)

### Disco 5
1. Johnny Was (by Sexy Bongo)
2. Miss Otis Regrets/Just One Of Those Things (feat. Kirsty MacColl)
3. All The Tears That I Cried (feat. Kirsty MacColl)
4. The One And Only (feat. Kirsty MacColl)
5. Afro-Cuban Be-Bop (Single Version) (feat. Joe Strummer)
6. Turkish Song Of The Damned (Live at the Forum, London 1991) (feat. Joe Strummer)
7. London Calling (Live at the Forum, London 1991) (feat. Joe Strummer)
8. I Fought The Law (Live at the Forum, London 1991) (feat. Joe Strummer)
9. The Girl From The Wadi-Hammamat (demo)
10. Moving To Moldova (demo)
11. Call My Name (outtake from Pogue Mahone)
12. The Sun And The Moon (demo)
13. Living In A World Without Her (demo)
14. Who Said Romance Is Dead? (demo)
15. Sound Of The City Night (demo)
16. Four O'Clock In The Morning (demo)
17. The Star Of The County Down (Live at Brixton Academy, 2001)
18. White City (Live at Brixton Academy, 2001)
19. Medley: The Recruiting Sergeant / The Rocky Road To Dublin / The Galway Races (Live at Brixton Academy, 2001)
20. The Parting Glass/Lord Santry's Fairest Daughter (Live at Brixton Academy, 2001)
21. Goodnight Irene (Live at Brixton Academy, 2001)